# Purser
Purser är titel för högsta befälet för passagerarservicen på en farkost. Detta gäller både sjöfarkoster och luftfarkoster. En liknande titel är intendent. Pursern lyder direkt under fartygets kapten. 
För att bli purser ombord på ett fartyg krävs ofta ytterligare utbildning än vad som krävs av en vanlig kabinbesättningsmedlem.

## Historia
Historiskt har titeln varit den person som har hand om penningrelaterade ärenden, som att avlöna besättningen, anskaffa proviant, och att dela ut sprit ombord. Pursern kunde i vissa fall få en summa som skulle räcka en viss resa – pursern kunde därefter få behålla överskottet. Det ledde ofta till att besättningen var missnöjd med pursern, men hade fördelen att missnöjet riktades mot denne och inte mot kaptenen.